# Leucotriène A4
Le leucotriène A4 (LTA4) est un leucotriène dérivé de l'acide arachidonique par l'intermédiaire de l'acide 5-hydroxyperoxyeicosatétraénoïque (5-HPETE). Il est converti en leucotriène B4 par la leucotriène A4 hydrolase.

Biosynthèse des eicosanoïdes.